# Jean-Baptiste Pater

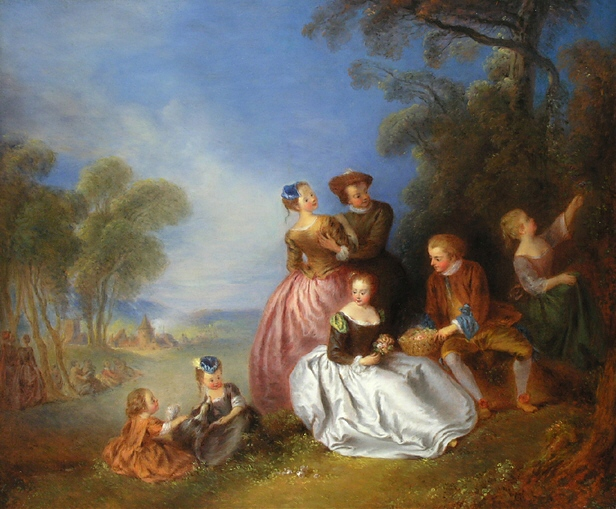
Wyprawa rodziny na wieś.

Jean-Baptiste Pater (ur. 29 grudnia 1695 w Valenciennes, zm. 25 lipca 1736 w Paryżu) – francuski malarz rokokowy.
Artysta urodził się jako syn rzeźbiarza Antoine'a Patera. U niego też pobierał nauki, zanim stał się uczniem Jeana Antoine'a Watteau. Został przyjęty do Królewskiej Akademii Malarstwa i Rzeźby w 1728. Jego najbardziej znaczącym klientem był Fryderyk II Wielki, który pozował do dwóch portretów w stylu tureckim: Le Sultan au Harem i Le Sultan au Jardin. Większość obrazów Patera jest zbliżona stylem i tematem do przedstawień fête galante autorstwa Watteau. Odznaczają się one pastelowym kolorytem i miękkim modelunkiem. Pater ilustrował też Bajki Jeana de La Fontaine`a, zmarł w Paryżu w 1736.